# Lijst van voormalige gemeenten in de provincie Limburg (België)
Dit is een lijst van voormalige gemeenten in de provincie Limburg (België), gebaseerd op de lijst van gemeenten in 1815. Latere fusiegementen zijn ook opgenomen.
| Lijst van bestuurlijke eenheden in 1795 en de latere gemeenten van de Belgische provincie Limburg | Lijst van bestuurlijke eenheden in 1795 en de latere gemeenten van de Belgische provincie Limburg | Lijst van bestuurlijke eenheden in 1795 en de latere gemeenten van de Belgische provincie Limburg | Lijst van bestuurlijke eenheden in 1795 en de latere gemeenten van de Belgische provincie Limburg | Lijst van bestuurlijke eenheden in 1795 en de latere gemeenten van de Belgische provincie Limburg | Lijst van bestuurlijke eenheden in 1795 en de latere gemeenten van de Belgische provincie Limburg | Lijst van bestuurlijke eenheden in 1795 en de latere gemeenten van de Belgische provincie Limburg | Lijst van bestuurlijke eenheden in 1795 en de latere gemeenten van de Belgische provincie Limburg |
| Naam                                                                                              | Gemeentenaam 1815                                                                                 | Status 1795                                                                                       | Territorium 1795                                                                                  | Tot                                                                                               | Heringedeeld bij                                                                                  | Huidige gemeente                                                                                  | Huidig territorium                                                                                |
| ------------------------------------------------------------------------------------------------- | ------------------------------------------------------------------------------------------------- | ------------------------------------------------------------------------------------------------- | ------------------------------------------------------------------------------------------------- | ------------------------------------------------------------------------------------------------- | ------------------------------------------------------------------------------------------------- | ------------------------------------------------------------------------------------------------- | ------------------------------------------------------------------------------------------------- |
| Aalst                                                                                             | Aelst                                                                                             | heerlijkheid                                                                                      | Luiks graafschap Loon                                                                             | 1971                                                                                              | Brustem                                                                                           | Sint-Truiden                                                                                      | provincie Limburg (B)                                                                             |
| Achel                                                                                             | Achel                                                                                             | heerlijkheid                                                                                      | Luiks graafschap Loon                                                                             | 1977                                                                                              | Hamont-Achel                                                                                      | Hamont-Achel                                                                                      | provincie Limburg (B)                                                                             |
| Alken                                                                                             | Alken                                                                                             | heerlijkheid                                                                                      | prinsbisdom Luik                                                                                  |                                                                                                   | Alken                                                                                             | Alken                                                                                             | provincie Limburg (B)                                                                             |
| As                                                                                                | Asch                                                                                              | heerlijkheid                                                                                      | Luiks graafschap Loon                                                                             |                                                                                                   | As                                                                                                | As                                                                                                | provincie Limburg (B)                                                                             |
| Batsheers                                                                                         | Basheers                                                                                          | heerlijkheid                                                                                      | Luiks graafschap Loon                                                                             | 1971                                                                                              | Heers                                                                                             | Heers                                                                                             | provincie Limburg (B)                                                                             |
| Beek                                                                                              | Beek                                                                                              | heerlijkheid                                                                                      | Luiks graafschap Loon                                                                             | 1965                                                                                              | Bree                                                                                              | Bree                                                                                              | provincie Limburg (B)                                                                             |
| Berbroek                                                                                          | Beerbroek                                                                                         | heerlijkheid                                                                                      | Luiks graafschap Loon                                                                             | 1971                                                                                              | Schulen                                                                                           | Herk-de-Stad                                                                                      | provincie Limburg (B)                                                                             |
| Berg                                                                                              | Berg                                                                                              | heerlijkheid                                                                                      | prinsbisdom Luik                                                                                  | 1972                                                                                              | Tongeren                                                                                          | Tongeren                                                                                          | provincie Limburg (B)                                                                             |
| Beringen                                                                                          | Beeringen                                                                                         | Goede Stad                                                                                        | prinsbisdom Luik                                                                                  |                                                                                                   | Beringen                                                                                          | Beringen                                                                                          | provincie Limburg (B)                                                                             |
| Berlingen                                                                                         | Berlingen                                                                                         | heerlijkheid                                                                                      | Luiks graafschap Loon                                                                             | 1977                                                                                              | Wellen                                                                                            | Wellen                                                                                            | provincie Limburg (B)                                                                             |
| Beverlo                                                                                           | Beverlo                                                                                           | heerlijkheid                                                                                      | Luiks graafschap Loon                                                                             | 1977                                                                                              | Beringen                                                                                          | Beringen                                                                                          | provincie Limburg (B)                                                                             |
| Beverst                                                                                           | Beverst                                                                                           | heerlijkheid                                                                                      | Luiks graafschap Loon                                                                             | 1977                                                                                              | Bilzen                                                                                            | Bilzen                                                                                            | provincie Limburg (B)                                                                             |
| Bilzen                                                                                            | Bilsen                                                                                            | Goede Stad                                                                                        | prinsbisdom Luik                                                                                  |                                                                                                   | Bilzen                                                                                            | Bilzen                                                                                            | provincie Limburg (B)                                                                             |
| Binderveld                                                                                        | Bindervelt                                                                                        | heerlijkheid                                                                                      | Luiks graafschap Loon                                                                             | 1971                                                                                              | Nieuwerkerken                                                                                     | Nieuwerkerken                                                                                     | provincie Limburg (B)                                                                             |
| Bocholt                                                                                           | Bochholt                                                                                          | heerlijkheid                                                                                      | Luiks graafschap Loon                                                                             |                                                                                                   | Bocholt                                                                                           | Bocholt                                                                                           | provincie Limburg (B)                                                                             |
| Boekhout                                                                                          | Bouckhout                                                                                         | heerlijkheid                                                                                      | Luiks graafschap Loon                                                                             | 1971                                                                                              | Jeuk                                                                                              | Gingelom                                                                                          | provincie Limburg (B)                                                                             |
| Bommershoven                                                                                      | Bommershoven                                                                                      | heerlijkheid                                                                                      | Luiks graafschap Loon                                                                             | 1971                                                                                              | Haren                                                                                             | Tongeren                                                                                          | provincie Limburg (B)                                                                             |
| Boorsem                                                                                           | Borsheirn                                                                                         | heerlijkheid                                                                                      | vrije rijksheerlijkheid                                                                           | 1977                                                                                              | Maasmechelen                                                                                      | Maasmechelen                                                                                      | provincie Limburg (B)                                                                             |
| Borgloon                                                                                          | Looz                                                                                              | Goede Stad                                                                                        | prinsbisdom Luik                                                                                  |                                                                                                   | Borgloon                                                                                          | Borgloon                                                                                          | provincie Limburg (B)                                                                             |
| Borlo                                                                                             | Borloo                                                                                            | heerlijkheid                                                                                      | Luiks graafschap Loon                                                                             | 1977                                                                                              | Gingelom                                                                                          | Gingelom                                                                                          | provincie Limburg (B)                                                                             |
| Bovelingen                                                                                        | vanaf 1971                                                                                        | heerlijkheid                                                                                      | Luiks graafschap Loon                                                                             | 1977                                                                                              | Heers                                                                                             | Heers                                                                                             | provincie Limburg (B)                                                                             |
| Bree                                                                                              | Bree                                                                                              | Goede Stad                                                                                        | prinsbisdom Luik                                                                                  |                                                                                                   | Bree                                                                                              | Bree                                                                                              | provincie Limburg (B)                                                                             |
| Broekom                                                                                           | Brouckom                                                                                          | heerlijkheid                                                                                      | Luiks graafschap Loon                                                                             | 1977                                                                                              | Borgloon                                                                                          | Borgloon                                                                                          | provincie Limburg (B)                                                                             |
| Brustem                                                                                           | Brusthem                                                                                          | heerlijkheid                                                                                      | Luiks graafschap Loon                                                                             | 1977                                                                                              | Sint-Truiden                                                                                      | Sint-Truiden                                                                                      | provincie Limburg (B)                                                                             |
| Buvingen                                                                                          | Buvingen                                                                                          | heerlijkheid                                                                                      | Luiks graafschap Loon                                                                             | 1971                                                                                              | Borlo                                                                                             | Gingelom                                                                                          | provincie Limburg (B)                                                                             |
| Diepenbeek                                                                                        | Diepenbeek                                                                                        | heerlijkheid                                                                                      | prinsbisdom Luik (bewist door Brabant)                                                            |                                                                                                   | Diepenbeek                                                                                        | Diepenbeek                                                                                        | provincie Limburg (B)                                                                             |
| Diets-Heur                                                                                        | Heur le Tiexhe                                                                                    | heerlijkheid                                                                                      | prinsbisdom Luik                                                                                  | 1971                                                                                              | Vreren                                                                                            | Tongeren                                                                                          | provincie Limburg (B)                                                                             |
| Dilsen                                                                                            | Dilsen                                                                                            | heerlijkheid                                                                                      | Luiks graafschap Loon                                                                             | 1987                                                                                              | Dilsen-Stokkem                                                                                    | Dilsen-Stokkem                                                                                    | provincie Limburg (B)                                                                             |
| Donk                                                                                              | Donck                                                                                             | tweeherig                                                                                         | graafschap Loon en vrije heerlijkheid                                                             | 1971                                                                                              | Herk-de-Stad                                                                                      | Herk-de-Stad                                                                                      | provincie Limburg (B)                                                                             |
| Duras                                                                                             | Duras                                                                                             | heerlijkheid                                                                                      | Luiks graafschap Loon                                                                             | 1977                                                                                              | Sint-Truiden                                                                                      | Sint-Truiden                                                                                      | provincie Limburg (B)                                                                             |
| Eigenbilzen                                                                                       | Eijgenbilsen                                                                                      | heerlijkheid                                                                                      | Luiks graafschap Loon                                                                             | 1977                                                                                              | Bilzen                                                                                            | Bilzen                                                                                            | provincie Limburg (B)                                                                             |
| Eisden                                                                                            | Eijsden                                                                                           | heerlijkheid                                                                                      | vrije rijksheerlijkheid                                                                           | 1971                                                                                              | Maasmechelen                                                                                      | Maasmechelen                                                                                      | provincie Limburg (B)                                                                             |
| Eksel                                                                                             | Exel                                                                                              | heerlijkheid                                                                                      | Luiks graafschap Loon                                                                             | 1977                                                                                              | Hechtel-Eksel                                                                                     | Hechtel-Eksel                                                                                     | provincie Limburg (B)                                                                             |
| Elen                                                                                              | Eelen                                                                                             | heerlijkheid                                                                                      | Luiks graafschap Loon                                                                             | 1971                                                                                              | Dilsen                                                                                            | Dilsen-Stokkem                                                                                    | provincie Limburg (B)                                                                             |
| Ellikom                                                                                           | Ellicom                                                                                           | heerlijkheid                                                                                      | Luiks graafschap Loon                                                                             | 1971                                                                                              | Meeuwen                                                                                           | Oudsbergen                                                                                        | provincie Limburg (B)                                                                             |
| Engelmanshoven                                                                                    | Engelmanshoven                                                                                    | heerlijkheid                                                                                      | prinsbisdom Luik                                                                                  | 1971                                                                                              | Gelmen                                                                                            | Sint-Truiden                                                                                      | provincie Limburg (B)                                                                             |
| Gelinden                                                                                          | Gelinden                                                                                          | heerlijkheid                                                                                      | prinsbisdom Luik                                                                                  | 1971                                                                                              | Gelmen                                                                                            | Sint-Truiden                                                                                      | provincie Limburg (B)                                                                             |
| Gellik                                                                                            | Gellick                                                                                           | heerlijkheid                                                                                      | Luiks graafschap Loon                                                                             | 1977                                                                                              | Lanaken                                                                                           | Lanaken                                                                                           | provincie Limburg (B)                                                                             |
| Gelmen                                                                                            | vanaf 1971                                                                                        |                                                                                                   |                                                                                                   | 1977                                                                                              | Sint-Truiden                                                                                      | Sint-Truiden                                                                                      | provincie Limburg (B)                                                                             |
| Genk                                                                                              | Genck                                                                                             | heerlijkheid                                                                                      | Luiks graafschap Loon                                                                             |                                                                                                   | Genk                                                                                              | Genk                                                                                              | provincie Limburg (B)                                                                             |
| Genoelselderen                                                                                    | Genoelselderen                                                                                    | heerlijkheid                                                                                      | Luiks graafschap Loon                                                                             | 1971                                                                                              | Elderen                                                                                           | Riemst                                                                                            | provincie Limburg (B)                                                                             |
| Gerdingen                                                                                         | Gerdingen                                                                                         | heerlijkheid                                                                                      | Luiks graafschap Loon                                                                             | 1965                                                                                              | Bree                                                                                              | Bree                                                                                              | provincie Limburg (B)                                                                             |
| Gingelom                                                                                          | Gingelom                                                                                          | heerlijkheid                                                                                      | prinsbisdom Luik                                                                                  |                                                                                                   | Gingelom                                                                                          | Gingelom                                                                                          | provincie Limburg (B)                                                                             |
| Gorsem                                                                                            | Gorssum                                                                                           | heerlijkheid                                                                                      | Luiks graafschap Loon                                                                             | 1971                                                                                              | Duras                                                                                             | Sint-Truiden                                                                                      | provincie Limburg (B)                                                                             |
| Gors-Opleeuw                                                                                      | Gors op Leeuw                                                                                     | heerlijkheid                                                                                      | Gors Luiks, Opleeuw Loons                                                                         | 1977                                                                                              | Borgloon                                                                                          | Borgloon                                                                                          | provincie Limburg (B)                                                                             |
| Gotem                                                                                             | Gothem                                                                                            | heerlijkheid                                                                                      | Luiks graafschap Loon                                                                             | 1977                                                                                              | Borgloon                                                                                          | Borgloon                                                                                          | provincie Limburg (B)                                                                             |
| Groot-Gelmen                                                                                      | Grand Jamine                                                                                      | heerlijkheid                                                                                      | prinsbisdom Luik                                                                                  | 1971                                                                                              | Gelmen                                                                                            | Sint-Truiden                                                                                      | provincie Limburg (B)                                                                             |
| Groot-Loon                                                                                        | Grand Looz                                                                                        | bank van Sint Servaas                                                                             | Staats-Brabant                                                                                    | 1977                                                                                              | Borgloon                                                                                          | Borgloon                                                                                          | provincie Limburg (B)                                                                             |
| Grote-Brogel                                                                                      | Groote Brogel                                                                                     | heerlijkheid                                                                                      | Luiks graafschap Loon                                                                             | 1977                                                                                              | Peer                                                                                              | Peer                                                                                              | provincie Limburg (B)                                                                             |
| Grote-Spouwen                                                                                     | Grand Spauwen                                                                                     | heerlijkheid                                                                                      | Luiks graafschap Loon                                                                             | 1970                                                                                              | Spouwen                                                                                           | Bilzen                                                                                            | provincie Limburg (B)                                                                             |
| Gruitrode                                                                                         | Gruitroede                                                                                        | commanderij                                                                                       | balije Alden Biesen, Duitse Orde                                                                  | 1977                                                                                              | Meeuwen-Gruitrode                                                                                 | Oudsbergen                                                                                        | provincie Limburg (B)                                                                             |
| Guigoven                                                                                          | Guigoven                                                                                          | heerlijkheid                                                                                      | Luiks graafschap Loon                                                                             | 1977                                                                                              | Kortessem                                                                                         | Kortessem                                                                                         | provincie Limburg (B)                                                                             |
| Gutschoven                                                                                        | Gossencourt                                                                                       | heerlijkheid                                                                                      | Luiks graafschap Loon                                                                             | 1971                                                                                              | Heers                                                                                             | Heers                                                                                             | provincie Limburg (B)                                                                             |
| Halen                                                                                             | Haelen                                                                                            | heerlijkheid                                                                                      | Oostenrijks hertogdom Brabant                                                                     |                                                                                                   | Halen                                                                                             | Halen                                                                                             | provincie Limburg (B)                                                                             |
| Halmaal                                                                                           | Halmael                                                                                           | heerlijkheid                                                                                      | Luiks graafschap Loon                                                                             | 1971                                                                                              | Sint-Truiden                                                                                      | Sint-Truiden                                                                                      | provincie Limburg (B)                                                                             |
| Hamont                                                                                            | Hamont                                                                                            | Goede Stad                                                                                        | prinsbisdom Luik                                                                                  | 1977                                                                                              | Hamont-Achel                                                                                      | Hamont-Achel                                                                                      | provincie Limburg (B)                                                                             |
| Haren                                                                                             | vanaf 1971                                                                                        |                                                                                                   |                                                                                                   | 1977                                                                                              | Tongeren                                                                                          | Tongeren                                                                                          | provincie Limburg (B)                                                                             |
| Hasselt                                                                                           | Hasselt                                                                                           | Goede Stad                                                                                        | prinsbisdom Luik                                                                                  |                                                                                                   | Hasselt                                                                                           | Hasselt                                                                                           | provincie Limburg (B)                                                                             |
| Hechtel                                                                                           | Hechtel                                                                                           | heerlijkheid                                                                                      | Luiks graafschap Loon                                                                             | 1977                                                                                              | Hechtel-Eksel                                                                                     | Hechtel-Eksel                                                                                     | provincie Limburg (B)                                                                             |
| Heers                                                                                             | Heers                                                                                             | heerlijkheid                                                                                      | Luiks graafschap Loon                                                                             |                                                                                                   | Heers                                                                                             | Heers                                                                                             | provincie Limburg (B)                                                                             |
| Hees                                                                                              | Hees                                                                                              | bank van Sint Servaas                                                                             | Staats-Brabant                                                                                    | 1971                                                                                              | Mopertingen                                                                                       | Bilzen                                                                                            | provincie Limburg (B)                                                                             |
| Heks                                                                                              | Hex                                                                                               | heerlijkheid                                                                                      | Luiks graafschap Loon                                                                             | 1977                                                                                              | Heers                                                                                             | Heers                                                                                             | provincie Limburg (B)                                                                             |
| Helchteren                                                                                        | Helchteren                                                                                        | heerlijkheid                                                                                      | Luiks graafschap Loon                                                                             | 1977                                                                                              | Houthalen-Helchteren                                                                              | Houthalen-Helchteren                                                                              | provincie Limburg (B)                                                                             |
| Hendrieken                                                                                        | Hendricken                                                                                        | heerlijkheid                                                                                      | Luiks graafschap Loon                                                                             | 1977                                                                                              | Borgloon                                                                                          | Borgloon                                                                                          | provincie Limburg (B)                                                                             |
| Henis                                                                                             | Henis                                                                                             | heerlijkheid                                                                                      | prinsbisdom Luik                                                                                  | 1972                                                                                              | Tongeren                                                                                          | Tongeren                                                                                          | provincie Limburg (B)                                                                             |
| Heppen                                                                                            | vanaf 1850                                                                                        |                                                                                                   |                                                                                                   | 1977                                                                                              | Leopoldsburg                                                                                      | Leopoldsburg                                                                                      | provincie Limburg (B)                                                                             |
| Herderen                                                                                          | Herderen                                                                                          | heerlijkheid                                                                                      | Luiks graafschap Loon                                                                             | 1977                                                                                              | Riemst                                                                                            | Riemst                                                                                            | provincie Limburg (B)                                                                             |
| Herk-de-Stad                                                                                      | Herck                                                                                             | Goede Stad                                                                                        | prinsbisdom Luik                                                                                  |                                                                                                   | Herk-de-Stad                                                                                      | Herk-de-Stad                                                                                      | provincie Limburg (B)                                                                             |
| Herstappe                                                                                         | Herstappe                                                                                         | heerlijkheid                                                                                      | prinsbisdom Luik                                                                                  |                                                                                                   | Herstappe                                                                                         | Herstappe                                                                                         | provincie Limburg (B)                                                                             |
| Herten                                                                                            | Herten                                                                                            | heerlijkheid                                                                                      | Luiks graafschap Loon                                                                             | 1977                                                                                              | Wellen                                                                                            | Wellen                                                                                            | provincie Limburg (B)                                                                             |
| Heusden                                                                                           | Heusden                                                                                           | heerlijkheid                                                                                      | Luiks graafschap Loon                                                                             | 1977                                                                                              | Heusden-Zolder                                                                                    | Heusden-Zolder                                                                                    | provincie Limburg (B)                                                                             |
| Hoelbeek                                                                                          | Hoelbeek                                                                                          | heerlijkheid                                                                                      | Luiks graafschap Loon                                                                             | 1977                                                                                              | Bilzen                                                                                            | Bilzen                                                                                            | provincie Limburg (B)                                                                             |
| Hoepertingen                                                                                      | Houppertingen                                                                                     | redemptiedorp                                                                                     | Staats-Brabant                                                                                    | 1977                                                                                              | Borgloon                                                                                          | Borgloon                                                                                          | provincie Limburg (B)                                                                             |
| Hoeselt                                                                                           | Hoesselt                                                                                          | heerlijkheid                                                                                      | prinsbisdom Luik                                                                                  |                                                                                                   | Hoeselt                                                                                           | Hoeselt                                                                                           | provincie Limburg (B)                                                                             |
| Horpmaal                                                                                          | Horpmael                                                                                          | heerlijkheid                                                                                      | Luiks graafschap Loon                                                                             | 1971                                                                                              | Heks                                                                                              | Heers                                                                                             | provincie Limburg (B)                                                                             |
| Houthalen                                                                                         | Houthaelen                                                                                        | heerlijkheid                                                                                      | Luiks graafschap Loon                                                                             | 1977                                                                                              | Houthalen-Helchteren                                                                              | Houthalen-Helchteren                                                                              | provincie Limburg (B)                                                                             |
| Jesseren                                                                                          | Jesseren                                                                                          | heerlijkheid                                                                                      | Luiks graafschap Loon                                                                             | 1971                                                                                              | Kolmont                                                                                           | Borgloon                                                                                          | provincie Limburg (B)                                                                             |
| Jeuk                                                                                              | Goyer                                                                                             | heerlijkheid                                                                                      | Luiks graafschap Loon                                                                             | 1977                                                                                              | Gingelom                                                                                          | Gingelom                                                                                          | provincie Limburg (B)                                                                             |
| Kanne                                                                                             | Canne                                                                                             | heerlijkheid                                                                                      | prinsbisdom Luik                                                                                  | 1977                                                                                              | Riemst                                                                                            | Riemst                                                                                            | provincie Limburg (B)                                                                             |
| Kaulille                                                                                          | Kaulille                                                                                          | heerlijkheid                                                                                      | Luiks graafschap Loon                                                                             | 1977                                                                                              | Bocholt                                                                                           | Bocholt                                                                                           | provincie Limburg (B)                                                                             |
| Kerkom-bij-Sint-Truiden                                                                           | Kerkom                                                                                            | heerlijkheid                                                                                      | Luiks graafschap Loon                                                                             | 1971                                                                                              | Borlo                                                                                             | Sint-Truiden                                                                                      | provincie Limburg (B)                                                                             |
| Kermt                                                                                             | Kermpt                                                                                            | heerlijkheid                                                                                      | Luiks graafschap Loon                                                                             | 1977                                                                                              | Hasselt                                                                                           | Hasselt                                                                                           | provincie Limburg (B)                                                                             |
| Kerniel                                                                                           | Kerniel                                                                                           | heerlijkheid                                                                                      | Luiks graafschap Loon                                                                             | 1977                                                                                              | Borgloon                                                                                          | Borgloon                                                                                          | provincie Limburg (B)                                                                             |
| Kessenich                                                                                         | Kessenich                                                                                         | heerlijkheid                                                                                      | vrije rijksheerlijkheid Kessenich                                                                 | 1971                                                                                              | Kinrooi                                                                                           | Kinrooi                                                                                           | provincie Limburg (B)                                                                             |
| Kinrooi                                                                                           | vanaf 1843                                                                                        | heerlijkheid                                                                                      | vrije rijksheerlijkheid Kessenich                                                                 |                                                                                                   | Kinrooi                                                                                           | Kinrooi                                                                                           | provincie Limburg (B)                                                                             |
| Kleine-Brogel                                                                                     | Kleyne Brogel                                                                                     | heerlijkheid                                                                                      | Luiks graafschap Loon                                                                             | 1971                                                                                              | Peer                                                                                              | Peer                                                                                              | provincie Limburg (B)                                                                             |
| Kleine-Spouwen                                                                                    | Kleine Spauwen                                                                                    | heerlijkheid                                                                                      | Luiks graafschap Loon                                                                             | 1971                                                                                              | Spouwen                                                                                           | Bilzen                                                                                            | provincie Limburg (B)                                                                             |
| Klein-Gelmen                                                                                      | Petit Jamine                                                                                      | heerlijkheid                                                                                      | prinsbisdom Luik                                                                                  | 1971                                                                                              | Gelmen                                                                                            | Heers                                                                                             | provincie Limburg (B)                                                                             |
| Koersel                                                                                           | Coursel                                                                                           | tweeherig                                                                                         | Staats-Brabant en graafschap Loon                                                                 | 1977                                                                                              | Beringen                                                                                          | Beringen                                                                                          | provincie Limburg (B)                                                                             |
| Kolmont                                                                                           | vanaf 1971                                                                                        |                                                                                                   |                                                                                                   | 1977                                                                                              | Tongeren                                                                                          | Tongeren                                                                                          | provincie Limburg (B)                                                                             |
| Koninksem                                                                                         | Coninxheim                                                                                        | bank van Sint Servaas                                                                             | Staats-Brabant                                                                                    | 1972                                                                                              | Tongeren                                                                                          | Tongeren                                                                                          | provincie Limburg (B)                                                                             |
| Kortessem                                                                                         | Cortessem                                                                                         | heerlijkheid                                                                                      | Luiks graafschap Loon                                                                             |                                                                                                   | Kortessem                                                                                         | Kortessem                                                                                         | provincie Limburg (B)                                                                             |
| Kortijs                                                                                           | Corthys                                                                                           | heerlijkheid                                                                                      | prinsbisdom Luik                                                                                  | 1971                                                                                              | Montenaken                                                                                        | Gingelom                                                                                          | provincie Limburg (B)                                                                             |
| Kozen                                                                                             | Cosen                                                                                             | heerlijkheid                                                                                      | Luiks graafschap Loon                                                                             | 1977                                                                                              | Nieuwerkerken                                                                                     | Nieuwerkerken                                                                                     | provincie Limburg (B)                                                                             |
| Kuringen                                                                                          | Curange                                                                                           | heerlijkheid                                                                                      | Luiks graafschap Loon                                                                             | 1977                                                                                              | Hasselt                                                                                           | Hasselt                                                                                           | provincie Limburg (B)                                                                             |
| Kuttekoven                                                                                        | Cuttekoven                                                                                        | heerlijkheid                                                                                      | Luiks graafschap Loon                                                                             | 1977                                                                                              | Borgloon                                                                                          | Borgloon                                                                                          | provincie Limburg (B)                                                                             |
| Kwaadmechelen                                                                                     | Quaedmechelen                                                                                     | heerlijkheid                                                                                      | Luiks graafschap Loon                                                                             | 1977                                                                                              | Ham                                                                                               | Ham                                                                                               | provincie Limburg (B)                                                                             |
| Lanaken                                                                                           | Lanaken                                                                                           | heerlijkheid                                                                                      | vrije rijksheerlijkheid                                                                           |                                                                                                   | Lanaken                                                                                           | Lanaken                                                                                           | provincie Limburg (B)                                                                             |
| Lanklaar                                                                                          | Lanclaer                                                                                          | heerlijkheid                                                                                      | Luiks graafschap Loon                                                                             | 1971                                                                                              | Dilsen                                                                                            | Dilsen-Stokkem                                                                                    | provincie Limburg (B)                                                                             |
| Lauw                                                                                              | Lowaige                                                                                           | heerlijkheid                                                                                      | prinsbisdom Luik                                                                                  | 1977                                                                                              | Tongeren                                                                                          | Tongeren                                                                                          | provincie Limburg (B)                                                                             |
| Leopoldsburg                                                                                      | vanaf 1850                                                                                        |                                                                                                   |                                                                                                   |                                                                                                   | Leopoldsburg                                                                                      | Leopoldsburg                                                                                      | provincie Limburg (B)                                                                             |
| Leut                                                                                              | Leuth                                                                                             | heerlijkheid                                                                                      | vrije rijksheerlijkheid Leut                                                                      | 1977                                                                                              | Maasmechelen                                                                                      | Maasmechelen                                                                                      | provincie Limburg (B)                                                                             |
| Linkhout                                                                                          | Linkhout                                                                                          | tweeherig                                                                                         | Staats-Brabant en graafschap Loon                                                                 | 1977                                                                                              | Lummen                                                                                            | Lummen                                                                                            | provincie Limburg (B)                                                                             |
| Loksbergen                                                                                        | vanaf 1866                                                                                        |                                                                                                   |                                                                                                   | 1965                                                                                              | Halen                                                                                             | Halen                                                                                             | provincie Limburg (B)                                                                             |
| Lommel                                                                                            | 1817 uit Noord-Brabant                                                                            | heerlijkheid                                                                                      | Staats-Brabant                                                                                    |                                                                                                   | Lommel                                                                                            | Lommel                                                                                            | provincie Limburg (B)                                                                             |
| Lummen                                                                                            | Lummen                                                                                            | tweeherig                                                                                         | Staats-Brabant en graafschap Loon                                                                 |                                                                                                   | Lummen                                                                                            | Lummen                                                                                            | provincie Limburg (B)                                                                             |
| Maaseik                                                                                           | Maseyck                                                                                           | Goede Stad                                                                                        | prinsbisdom Luik                                                                                  |                                                                                                   | Maaseik                                                                                           | Maaseik                                                                                           | provincie Limburg (B)                                                                             |
| Maasmechelen                                                                                      | vanaf 1971                                                                                        |                                                                                                   |                                                                                                   |                                                                                                   | Maasmechelen                                                                                      | Maasmechelen                                                                                      | provincie Limburg (B)                                                                             |
| Mal                                                                                               | Mal                                                                                               | heerlijkheid                                                                                      | Luiks graafschap Loon                                                                             | 1977                                                                                              | Tongeren                                                                                          | Tongeren                                                                                          | provincie Limburg (B)                                                                             |
| Martenslinde                                                                                      | Martenslinde St                                                                                   | heerlijkheid                                                                                      | Luiks graafschap Loon                                                                             | 1977                                                                                              | Bilzen                                                                                            | Bilzen                                                                                            | provincie Limburg (B)                                                                             |
| Mechelen-aan-de-Maas                                                                              | Mechelen                                                                                          | bank van Sint Servaas                                                                             | Staats-Brabant                                                                                    | 1971                                                                                              | Maasmechelen                                                                                      | Maasmechelen                                                                                      | provincie Limburg (B)                                                                             |
| Mechelen-Bovelingen                                                                               | Marlinne                                                                                          | deel van heerlijkheid Bovelingen                                                                  | Luiks graafschap Loon                                                                             | 1971                                                                                              | Bovelingen                                                                                        | Heers                                                                                             | provincie Limburg (B)                                                                             |
| Meeswijk                                                                                          | Meeswijck                                                                                         | heerlijkheid                                                                                      | vrije rijksheerlijkheid Leut                                                                      | 1971                                                                                              | Leut                                                                                              | Maasmechelen                                                                                      | provincie Limburg (B)                                                                             |
| Meeuwen                                                                                           | Meuwen                                                                                            | heerlijkheid                                                                                      | Luiks graafschap Loon                                                                             | 1977                                                                                              | Meeuwen-Gruitrode                                                                                 | Oudsbergen                                                                                        | provincie Limburg (B)                                                                             |
| Meeuwen-Gruitrode                                                                                 | vanaf 1977                                                                                        |                                                                                                   |                                                                                                   | 2019                                                                                              | Oudsbergen                                                                                        | Oudsbergen                                                                                        | provincie Limburg (B)                                                                             |
| Meldert                                                                                           | Meldert                                                                                           | heerlijkheid                                                                                      | Luiks graafschap Loon                                                                             | 1977                                                                                              | Lummen                                                                                            | Lummen                                                                                            | provincie Limburg (B)                                                                             |
| Membruggen                                                                                        | Membruggen                                                                                        | heerlijkheid                                                                                      | Luiks graafschap Loon                                                                             | 1971                                                                                              | Elderen                                                                                           | Riemst                                                                                            | provincie Limburg (B)                                                                             |
| Mettekoven                                                                                        | Mettecoven                                                                                        | heerlijkheid                                                                                      | prinsbisdom Luik                                                                                  | 1971                                                                                              | Heers                                                                                             | Heers                                                                                             | provincie Limburg (B)                                                                             |
| Mielen-boven-Aalst                                                                                | Millen sur Aelst                                                                                  | heerlijkheid                                                                                      | Luiks graafschap Loon                                                                             | 1971                                                                                              | Borlo                                                                                             | Gingelom                                                                                          | provincie Limburg (B)                                                                             |
| Millen                                                                                            | Millen                                                                                            | heerlijkheid                                                                                      | Luiks graafschap Loon                                                                             | 1977                                                                                              | Riemst                                                                                            | Riemst                                                                                            | provincie Limburg (B)                                                                             |
| Moelingen                                                                                         | 1963 uit Luik                                                                                     | heerlijkheid                                                                                      | Oostenrijks Dalhem                                                                                | 1977                                                                                              | Voeren                                                                                            | Voeren                                                                                            | provincie Limburg (B)                                                                             |
| Molenbeersel                                                                                      | vanaf 1843                                                                                        |                                                                                                   |                                                                                                   | 1971                                                                                              | Kinrooi                                                                                           | Kinrooi                                                                                           | provincie Limburg (B)                                                                             |
| Montenaken                                                                                        | Montenaken                                                                                        | heerlijkheid                                                                                      | prinsbisdom Luik                                                                                  | 1977                                                                                              | Gingelom                                                                                          | Gingelom                                                                                          | provincie Limburg (B)                                                                             |
| Mopertingen                                                                                       | Mopertingen                                                                                       | redemptiedorp                                                                                     | Staats-Brabant                                                                                    | 1977                                                                                              | Bilzen                                                                                            | Bilzen                                                                                            | provincie Limburg (B)                                                                             |
| Muizen                                                                                            | Muysen                                                                                            | heerlijkheid                                                                                      | Luiks graafschap Loon                                                                             | 1971                                                                                              | Borlo                                                                                             | Gingelom                                                                                          | provincie Limburg (B)                                                                             |
| Munsterbilzen                                                                                     | Munsterbilsen                                                                                     | heerlijkheid                                                                                      | Luiks graafschap Loon                                                                             | 1977                                                                                              | Bilzen                                                                                            | Bilzen                                                                                            | provincie Limburg (B)                                                                             |
| Neerglabbeek                                                                                      | Neerglabeek                                                                                       | heerlijkheid                                                                                      | Luiks graafschap Loon                                                                             | 1971                                                                                              | Gruitrode                                                                                         | Oudsbergen                                                                                        | provincie Limburg (B)                                                                             |
| Neerharen                                                                                         | Neerhaeren                                                                                        | heerlijkheid                                                                                      | Luiks graafschap Loon                                                                             | 1977                                                                                              | Lanaken                                                                                           | Lanaken                                                                                           | provincie Limburg (B)                                                                             |
| Neeroeteren                                                                                       | Neeroeteren                                                                                       | tweeherig                                                                                         | Luiks graafschap Loon en abdijvorstendom Thorn                                                    | 1977                                                                                              | Maaseik                                                                                           | Maaseik                                                                                           | provincie Limburg (B)                                                                             |
| Neerpelt                                                                                          | Neerpelt                                                                                          | heerlijkheid                                                                                      | Luiks graafschap Loon                                                                             | 2019                                                                                              | Pelt                                                                                              | Pelt                                                                                              | provincie Limburg (B)                                                                             |
| Neerrepen                                                                                         | Neerrepen                                                                                         | heerlijkheid                                                                                      | prinsbisdom Luik                                                                                  | 1972                                                                                              | Tongeren                                                                                          | Tongeren                                                                                          | provincie Limburg (B)                                                                             |
| Nerem                                                                                             | Nederheim                                                                                         | redemptiedorp                                                                                     | Staats-Brabant                                                                                    | 1977                                                                                              | Tongeren                                                                                          | Tongeren                                                                                          | provincie Limburg (B)                                                                             |
| Niel-bij-As                                                                                       | Niel                                                                                              | heerlijkheid                                                                                      | Luiks graafschap Loon                                                                             | 1971                                                                                              | As                                                                                                | As                                                                                                | provincie Limburg (B)                                                                             |
| Niel-bij-Sint-Truiden                                                                             | Niel                                                                                              | heerlijkheid                                                                                      | prinsbisdom Luik                                                                                  | 1971                                                                                              | Gingelom                                                                                          | Gingelom                                                                                          | provincie Limburg (B)                                                                             |
| Nieuwerkerken                                                                                     | Nieuwerkerken                                                                                     | heerlijkheid                                                                                      | prinsbisdom Luik                                                                                  |                                                                                                   | Nieuwerkerken                                                                                     | Nieuwerkerken                                                                                     | provincie Limburg (B)                                                                             |
| Oostham                                                                                           | Oostham                                                                                           | heerlijkheid                                                                                      | Luiks graafschap Loon                                                                             | 1977                                                                                              | Ham                                                                                               | Ham                                                                                               | provincie Limburg (B)                                                                             |
| Opglabbeek                                                                                        | Opglabeek                                                                                         | heerlijkheid                                                                                      | Luiks graafschap Loon                                                                             | 2019                                                                                              | Oudsbergen                                                                                        | Oudsbergen                                                                                        | provincie Limburg (B)                                                                             |
| Opgrimbie                                                                                         | Opgrimby                                                                                          | heerlijkheid                                                                                      | prinsbisdom Luik                                                                                  | 1971                                                                                              | Maasmechelen                                                                                      | Maasmechelen                                                                                      | provincie Limburg (B)                                                                             |
| Opheers                                                                                           | Opheers                                                                                           | heerlijkheid                                                                                      | Luiks graafschap Loon                                                                             | 1971                                                                                              | Heers                                                                                             | Heers                                                                                             | provincie Limburg (B)                                                                             |
| Ophoven                                                                                           | Ophoven                                                                                           | heerlijkheid                                                                                      | Luiks graafschap Horn                                                                             | 1971                                                                                              | Kinrooi                                                                                           | Kinrooi                                                                                           | provincie Limburg (B)                                                                             |
| Opitter                                                                                           | Opitter                                                                                           | heerlijkheid                                                                                      | Luiks graafschap Loon                                                                             | 1977                                                                                              | Bree                                                                                              | Bree                                                                                              | provincie Limburg (B)                                                                             |
| Opoeteren                                                                                         | Opoeteren                                                                                         | heerlijkheid                                                                                      | Luiks graafschap Loon                                                                             | 1977                                                                                              | Maaseik                                                                                           | Maaseik                                                                                           | provincie Limburg (B)                                                                             |
| Ordingen                                                                                          | Ordingen                                                                                          | commanderij                                                                                       | balije Alden Biesen, Duitse Orde                                                                  | 1971                                                                                              | Brustem                                                                                           | Sint-Truiden                                                                                      | provincie Limburg (B)                                                                             |
| Overpelt                                                                                          | Overpelt                                                                                          | heerlijkheid                                                                                      | Luiks graafschap Loon                                                                             | 2019                                                                                              | Pelt                                                                                              | Pelt                                                                                              | provincie Limburg (B)                                                                             |
| Overrepen                                                                                         | Overrepen                                                                                         | heerlijkheid                                                                                      | Luiks graafschap Loon                                                                             | 1971                                                                                              | Kolmont                                                                                           | Tongeren                                                                                          | provincie Limburg (B)                                                                             |
| Paal                                                                                              | Paal                                                                                              | heerlijkheid                                                                                      | Luiks graafschap Loon                                                                             | 1977                                                                                              | Beringen                                                                                          | Beringen                                                                                          | provincie Limburg (B)                                                                             |
| Peer                                                                                              | Peer                                                                                              | Goede Stad                                                                                        | prinsbisdom Luik                                                                                  |                                                                                                   | Peer                                                                                              | Peer                                                                                              | provincie Limburg (B)                                                                             |
| Pelt                                                                                              | vanaf 2019                                                                                        |                                                                                                   |                                                                                                   |                                                                                                   | Pelt                                                                                              | Pelt                                                                                              | provincie Limburg (B)                                                                             |
| Piringen                                                                                          | Pirange                                                                                           | heerlijkheid                                                                                      | prinsbisdom Luik                                                                                  | 1971                                                                                              | Haren                                                                                             | Tongeren                                                                                          | provincie Limburg (B)                                                                             |
| Rekem                                                                                             | Reekheim                                                                                          | heerlijkheid                                                                                      | vrije rijksheerlijkheid                                                                           | 1977                                                                                              | Lanaken                                                                                           | Lanaken                                                                                           | provincie Limburg (B)                                                                             |
| Remersdaal                                                                                        | 1963 uit Luik                                                                                     | deel van hoogbank Montzen                                                                         | Oostenrijks hertogdom Limburg                                                                     | 1975                                                                                              | Voeren                                                                                            | Voeren                                                                                            | provincie Limburg (B)                                                                             |
| Reppel                                                                                            | Reppel                                                                                            | heerlijkheid                                                                                      | Luiks graafschap Loon                                                                             | 1971                                                                                              | Bocholt                                                                                           | Bocholt                                                                                           | provincie Limburg (B)                                                                             |
| Riemst                                                                                            | Riempst                                                                                           | heerlijkheid                                                                                      | Luiks graafschap Loon                                                                             |                                                                                                   | Riemst                                                                                            | Riemst                                                                                            | provincie Limburg (B)                                                                             |
| Rijkel                                                                                            | Ryckel                                                                                            | heerlijkheid                                                                                      | Luiks graafschap Loon                                                                             | 1977                                                                                              | Borgloon                                                                                          | Borgloon                                                                                          | provincie Limburg (B)                                                                             |
| Rijkhoven                                                                                         | vanaf 1870                                                                                        | landcommanderij                                                                                   | balije Alden Biesen, Duitse Orde                                                                  | 1971                                                                                              | Spouwen                                                                                           | Bilzen                                                                                            | provincie Limburg (B)                                                                             |
| Riksingen                                                                                         | Rixingen                                                                                          | heerlijkheid                                                                                      | prinsbisdom Luik                                                                                  | 1972                                                                                              | Tongeren                                                                                          | Tongeren                                                                                          | provincie Limburg (B)                                                                             |
| Romershoven                                                                                       | Rommershoven                                                                                      | heerlijkheid                                                                                      | prinsbisdom Luik                                                                                  | 1971                                                                                              | Hoeselt                                                                                           | Hoeselt                                                                                           | provincie Limburg (B)                                                                             |
| Rosmeer                                                                                           | Rosmeer                                                                                           | heerlijkheid                                                                                      | Luiks graafschap Loon                                                                             | 1971                                                                                              | Mopertingen                                                                                       | Bilzen                                                                                            | provincie Limburg (B)                                                                             |
| Rotem                                                                                             | Rothem                                                                                            | heerlijkheid                                                                                      | prinsbisdom Luik                                                                                  | 1977                                                                                              | Dilsen                                                                                            | Dilsen-Stokkem                                                                                    | provincie Limburg (B)                                                                             |
| Rukkelingen-Loon                                                                                  | Roclenge                                                                                          | deel van heerlijkheid Bovelingen                                                                  | Luiks graafschap Loon                                                                             | 1971                                                                                              | Bovelingen                                                                                        | Heers                                                                                             | provincie Limburg (B)                                                                             |
| Runkelen                                                                                          | Runckelen                                                                                         | heerlijkheid                                                                                      | Luiks graafschap Loon                                                                             | 1971                                                                                              | Duras                                                                                             | Sint-Truiden                                                                                      | provincie Limburg (B)                                                                             |
| Rutten                                                                                            | Russon                                                                                            | redemptiedorp                                                                                     | Staats-Brabant                                                                                    | 1977                                                                                              | Tongeren                                                                                          | Tongeren                                                                                          | provincie Limburg (B)                                                                             |
| Schalkhoven                                                                                       | Schalkhoven                                                                                       | heerlijkheid                                                                                      | Luiks graafschap Loon                                                                             | 1977                                                                                              | Hoeselt                                                                                           | Hoeselt                                                                                           | provincie Limburg (B)                                                                             |
| Schulen                                                                                           | Schuelen                                                                                          | tweeherig                                                                                         | Staats-Brabant en graafschap Loon                                                                 | 1977                                                                                              | Herk-de-Stad                                                                                      | Herk-de-Stad                                                                                      | provincie Limburg (B)                                                                             |
| 's-Gravenvoeren                                                                                   | 1963 uit Luik                                                                                     | heerlijkheid                                                                                      | Oostenrijks Dalhem                                                                                | 1977                                                                                              | Voeren                                                                                            | Voeren                                                                                            | provincie Limburg (B)                                                                             |
| 's Herenelderen                                                                                   | ’s Heeren Elderen                                                                                 | heerlijkheid                                                                                      | Luiks graafschap Loon                                                                             | 1971                                                                                              | Elderen                                                                                           | Tongeren                                                                                          | provincie Limburg (B)                                                                             |
| Sint-Huibrechts-Hern                                                                              | Hern St Hubert                                                                                    | heerlijkheid                                                                                      | Luiks graafschap Loon                                                                             | 1977                                                                                              | Hoeselt                                                                                           | Hoeselt                                                                                           | provincie Limburg (B)                                                                             |
| Sint-Huibrechts-Lille                                                                             | Lille St Hubert                                                                                   | heerlijkheid                                                                                      | Luiks graafschap Loon                                                                             | 1977                                                                                              | Neerpelt                                                                                          | Pelt                                                                                              | provincie Limburg (B)                                                                             |
| Sint-Lambrechts-Herk                                                                              | Herck Saint Lambert                                                                               | heerlijkheid                                                                                      | prinsbisdom Luik                                                                                  | 1977                                                                                              | Hasselt                                                                                           | Hasselt                                                                                           | provincie Limburg (B)                                                                             |
| Sint-Martens-Voeren                                                                               | 1963 uit Luik                                                                                     | heerlijkheid                                                                                      | Oostenrijks Dalhem                                                                                | 1977                                                                                              | Voeren                                                                                            | Voeren                                                                                            | provincie Limburg (B)                                                                             |
| Sint-Pieters-Voeren                                                                               | 1963 uit Luik                                                                                     | commanderij                                                                                       | balije Alden Biesen, Duitse Orde                                                                  | 1977                                                                                              | Voeren                                                                                            | Voeren                                                                                            | provincie Limburg (B)                                                                             |
| Sint-Truiden                                                                                      | St Truyden                                                                                        | Goede Stad                                                                                        | prinsbisdom Luik                                                                                  |                                                                                                   | Sint-Truiden                                                                                      | Sint-Truiden                                                                                      | provincie Limburg (B)                                                                             |
| Sluizen                                                                                           | Sluse                                                                                             | bank van Sint Servaas                                                                             | Staats-Brabant                                                                                    | 1977                                                                                              | Tongeren                                                                                          | Tongeren                                                                                          | provincie Limburg (B)                                                                             |
| Spalbeek                                                                                          | Spalbeek                                                                                          | heerlijkheid                                                                                      | Luiks graafschap Loon                                                                             | 1971                                                                                              | Kermt                                                                                             | Hasselt                                                                                           | provincie Limburg (B)                                                                             |
| Spouwen                                                                                           | vanaf 1970                                                                                        |                                                                                                   |                                                                                                   | 1977                                                                                              | Bilzen                                                                                            | Bilzen                                                                                            | provincie Limburg (B)                                                                             |
| Stevoort                                                                                          | Stevoort                                                                                          | heerlijkheid                                                                                      | Luiks graafschap Loon                                                                             | 1977                                                                                              | Hasselt                                                                                           | Hasselt                                                                                           | provincie Limburg (B)                                                                             |
| Stokkem                                                                                           | Stockheim                                                                                         | Goede Stad                                                                                        | prinsbisdom Luik                                                                                  | 1971                                                                                              | Dilsen                                                                                            | Dilsen-Stokkem                                                                                    | provincie Limburg (B)                                                                             |
| Stokrooie                                                                                         | vanaf 1846                                                                                        |                                                                                                   |                                                                                                   | 1971                                                                                              | Kuringen                                                                                          | Hasselt                                                                                           | provincie Limburg (B)                                                                             |
| Tessenderlo                                                                                       | Tessenderloo                                                                                      | heerlijkheid                                                                                      | Luiks graafschap Loon                                                                             |                                                                                                   | Tessenderlo                                                                                       | Tessenderlo                                                                                       | provincie Limburg (B)                                                                             |
| Teuven                                                                                            | 1963 uit Luik                                                                                     | deel van hoogbank Montzen                                                                         | Oostenrijks hertogdom Limburg                                                                     | 1977                                                                                              | Voeren                                                                                            | Voeren                                                                                            | provincie Limburg (B)                                                                             |
| Tongeren                                                                                          | Tongeren                                                                                          | Goede Stad                                                                                        | prinsbisdom Luik                                                                                  |                                                                                                   | Tongeren                                                                                          | Tongeren                                                                                          | provincie Limburg (B)                                                                             |
| Tongerlo                                                                                          | Tongerloo                                                                                         | heerlijkheid                                                                                      | Luiks graafschap Loon                                                                             | 1971                                                                                              | Opitter                                                                                           | Bree                                                                                              | provincie Limburg (B)                                                                             |
| Uikhoven                                                                                          | Uykhoven                                                                                          | heerlijkheid                                                                                      | vrije rijksheerlijkheid                                                                           | 1977                                                                                              | Maasmechelen                                                                                      | Maasmechelen                                                                                      | provincie Limburg (B)                                                                             |
| Ulbeek                                                                                            | Ulbeek                                                                                            | heerlijkheid                                                                                      | prinsbisdom Luik                                                                                  | 1977                                                                                              | Wellen                                                                                            | Wellen                                                                                            | provincie Limburg (B)                                                                             |
| Val-Meer                                                                                          | Fall en Mheer                                                                                     | heerlijkheid                                                                                      | Luiks graafschap Loon                                                                             | 1977                                                                                              | Riemst                                                                                            | Riemst                                                                                            | provincie Limburg (B)                                                                             |
| Vechmaal                                                                                          | Vechmael                                                                                          | heerlijkheid                                                                                      | Luiks graafschap Loon                                                                             | 1971                                                                                              | Heks                                                                                              | Heers                                                                                             | provincie Limburg (B)                                                                             |
| Veldwezelt                                                                                        | Veltweselt                                                                                        | heerlijkheid                                                                                      | Luiks graafschap Loon                                                                             | 1977                                                                                              | Lanaken                                                                                           | Lanaken                                                                                           | provincie Limburg (B)                                                                             |
| Velm                                                                                              | Velm                                                                                              | heerlijkheid                                                                                      | prinsbisdom Luik                                                                                  | 1977                                                                                              | Sint-Truiden                                                                                      | Sint-Truiden                                                                                      | provincie Limburg (B)                                                                             |
| Veulen                                                                                            | Fologne                                                                                           | redemptiedorp                                                                                     | Staats-Brabant                                                                                    | 1971                                                                                              | Heers                                                                                             | Heers                                                                                             | provincie Limburg (B)                                                                             |
| Vliermaal                                                                                         | Vliermael                                                                                         | heerlijkheid                                                                                      | Luiks graafschap Loon                                                                             | 1977                                                                                              | Kortessem                                                                                         | Kortessem                                                                                         | provincie Limburg (B)                                                                             |
| Vliermaalroot                                                                                     | vanaf 1865                                                                                        |                                                                                                   |                                                                                                   | 1977                                                                                              | Kortessem                                                                                         | Kortessem                                                                                         | provincie Limburg (B)                                                                             |
| Vlijtingen                                                                                        | Vlijtingen                                                                                        | bank van Sint Servaas                                                                             | Staats-Brabant                                                                                    | 1977                                                                                              | Riemst                                                                                            | Riemst                                                                                            | provincie Limburg (B)                                                                             |
| Voort                                                                                             | Voort                                                                                             | heerlijkheid                                                                                      | Luiks graafschap Loon                                                                             | 1977                                                                                              | Borgloon                                                                                          | Borgloon                                                                                          | provincie Limburg (B)                                                                             |
| Vorsen                                                                                            | Fresin                                                                                            | heerlijkheid                                                                                      | Luiks graafschap Loon                                                                             | 1971                                                                                              | Montenaken                                                                                        | Gingelom                                                                                          | provincie Limburg (B)                                                                             |
| Vreren                                                                                            | Freeren                                                                                           | heerlijkheid                                                                                      | prinsbisdom Luik                                                                                  | 1977                                                                                              | Tongeren                                                                                          | Tongeren                                                                                          | provincie Limburg (B)                                                                             |
| Vroenhoven                                                                                        | Vroenhoven                                                                                        | graafschap Vroenhof                                                                               | Staats-Brabant                                                                                    | 1977                                                                                              | Riemst                                                                                            | Riemst                                                                                            | provincie Limburg (B)                                                                             |
| Vucht                                                                                             | Vucht                                                                                             | heerlijkheid                                                                                      | prinsbisdom Luik                                                                                  | 1971                                                                                              | Maasmechelen                                                                                      | Maasmechelen                                                                                      | provincie Limburg (B)                                                                             |
| Waltwilder                                                                                        | Waltwilder                                                                                        | heerlijkheid                                                                                      | Luiks graafschap Loon                                                                             | 1977                                                                                              | Bilzen                                                                                            | Bilzen                                                                                            | provincie Limburg (B)                                                                             |
| Wellen                                                                                            | Wellen                                                                                            | heerlijkheid                                                                                      | Luiks graafschap Loon                                                                             |                                                                                                   | Wellen                                                                                            | Wellen                                                                                            | provincie Limburg (B)                                                                             |
| Werm                                                                                              | Werm                                                                                              | heerlijkheid                                                                                      | Luiks graafschap Loon                                                                             | 1971                                                                                              | Hoeselt                                                                                           | Hoeselt                                                                                           | provincie Limburg (B)                                                                             |
| Widooie                                                                                           | Widoye                                                                                            | heerlijkheid                                                                                      | prinsbisdom Luik                                                                                  | 1971                                                                                              | Haren                                                                                             | Tongeren                                                                                          | provincie Limburg (B)                                                                             |
| Wijchmaal                                                                                         | Wijchmael                                                                                         | heerlijkheid                                                                                      | Luiks graafschap Loon                                                                             | 1977                                                                                              | Peer                                                                                              | Peer                                                                                              | provincie Limburg (B)                                                                             |
| Wijer                                                                                             | Weyer                                                                                             | heerlijkheid                                                                                      | Luiks graafschap Loon                                                                             | 1971                                                                                              | Kozen                                                                                             | Nieuwerkerken                                                                                     | provincie Limburg (B)                                                                             |
| Wijshagen                                                                                         | Wijshaegen                                                                                        | heerlijkheid                                                                                      | Luiks graafschap Loon                                                                             | 1971                                                                                              | Meeuwen                                                                                           | Oudsbergen                                                                                        | provincie Limburg (B)                                                                             |
| Wilderen                                                                                          | Wilderen                                                                                          | heerlijkheid                                                                                      | Luiks graafschap Loon                                                                             | 1971                                                                                              | Duras                                                                                             | Sint-Truiden                                                                                      | provincie Limburg (B)                                                                             |
| Wimmertingen                                                                                      | Wimmertingen                                                                                      | heerlijkheid                                                                                      | Luiks graafschap Loon                                                                             | 1977                                                                                              | Hasselt                                                                                           | Hasselt                                                                                           | provincie Limburg (B)                                                                             |
| Wintershoven                                                                                      | Wintershoven                                                                                      | heerlijkheid                                                                                      | Luiks graafschap Loon                                                                             | 1977                                                                                              | Kortessem                                                                                         | Kortessem                                                                                         | provincie Limburg (B)                                                                             |
| Zelem                                                                                             | Zeelheim                                                                                          | heerlijkheid                                                                                      | Luiks graafschap Loon                                                                             | 1977                                                                                              | Halen                                                                                             | Halen                                                                                             | provincie Limburg (B)                                                                             |
| Zepperen                                                                                          | Zepperen                                                                                          | bank van Sint Servaas                                                                             | Staats-Brabant                                                                                    | 1977                                                                                              | Sint-Truiden                                                                                      | Sint-Truiden                                                                                      | provincie Limburg (B)                                                                             |
| Zichen-Zussen-Bolder                                                                              | Sichen, Sussen en Bolré                                                                           | heerlijkheid                                                                                      | Luiks graafschap Loon                                                                             | 1977                                                                                              | Riemst                                                                                            | Riemst                                                                                            | provincie Limburg (B)                                                                             |
| Zolder                                                                                            | Zolder                                                                                            | heerlijkheid                                                                                      | Luiks graafschap Loon                                                                             | 1977                                                                                              | Heusden-Zolder                                                                                    | Heusden-Zolder                                                                                    | provincie Limburg (B)                                                                             |
| Zonhoven                                                                                          | Zonhoven                                                                                          | heerlijkheid                                                                                      | Luiks graafschap Loon                                                                             |                                                                                                   | Zonhoven                                                                                          | Zonhoven                                                                                          | provincie Limburg (B)                                                                             |
| Zutendaal                                                                                         | Sutendael                                                                                         | heerlijkheid                                                                                      | Luiks graafschap Loon                                                                             |                                                                                                   | Zutendaal                                                                                         | Zutendaal                                                                                         | provincie Limburg (B)                                                                             |
| Bitsingen                                                                                         | Bassenge                                                                                          | heerlijkheid                                                                                      | prinsbisdom Luik                                                                                  | 1963 aan Luik                                                                                     | Bassenge                                                                                          | Bitsingen                                                                                         | provincie Luik (B)                                                                                |
| Corswarem                                                                                         | Corswaerem                                                                                        | heerlijkheid                                                                                      | Luiks graafschap Loon                                                                             | 1963 aan Luik                                                                                     | Corswaerem                                                                                        | Berloz                                                                                            | provincie Luik (B)                                                                                |
| Eben-Emael                                                                                        | Eben Emael                                                                                        | heerlijkheid                                                                                      | Luiks graafschap Loon                                                                             | 1963 aan Luik                                                                                     | Eben Emael                                                                                        | Bitsingen                                                                                         | provincie Luik (B)                                                                                |
| Rukkelingen-aan-de-Jeker                                                                          | Roclenge                                                                                          | heerlijkheid                                                                                      | prinsbisdom Luik                                                                                  | 1963 aan Luik                                                                                     | Roclenge-sur-Geer                                                                                 | Bitsingen                                                                                         | provincie Luik (B)                                                                                |
| Ternaaien                                                                                         | Lanaye                                                                                            | heerlijkheid                                                                                      | prinsbisdom Luik                                                                                  | 1963 aan Luik                                                                                     | Lanaye                                                                                            | Wezet                                                                                             | provincie Luik (B)                                                                                |
| Wonck                                                                                             | Wonck                                                                                             | heerlijkheid                                                                                      | prinsbisdom Luik                                                                                  | 1963 aan Luik                                                                                     | Wonck                                                                                             | Bitsingen                                                                                         | provincie Luik (B)                                                                                |
| Wouteringen                                                                                       | Otrange                                                                                           | heerlijkheid                                                                                      | Luiks graafschap Loon                                                                             | 1963 aan Luik                                                                                     | Otrange                                                                                           | Oerle                                                                                             | provincie Luik (B)                                                                                |